# Libanophlebotomus lutfallahi
Libanophlebotomus lutfallahi är en tvåvingeart som beskrevs av Azar , Nel, Solignac, Paicheler och Philippe Bouchet 1999. Libanophlebotomus lutfallahi ingår i släktet Libanophlebotomus och familjen fjärilsmyggor.
Artens utbredningsområde är Libanon. Inga underarter finns listade i Catalogue of Life.